# Skanstull

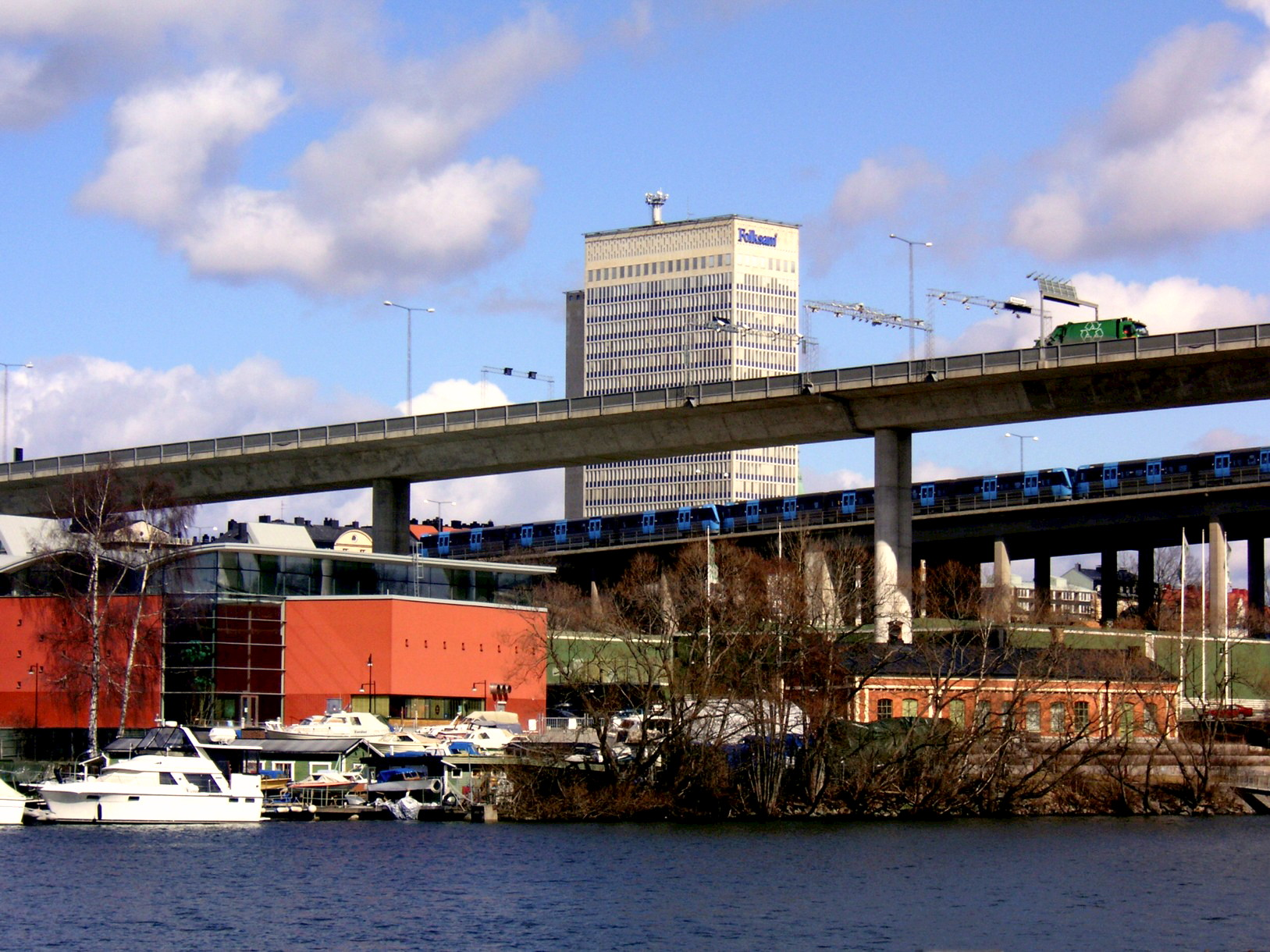
Skanstull idag, närmast Johanneshovsbron, längre bort Skanstullsbron och Folksamhuset, t.v. Eriksdalsbadet med röd fasad.

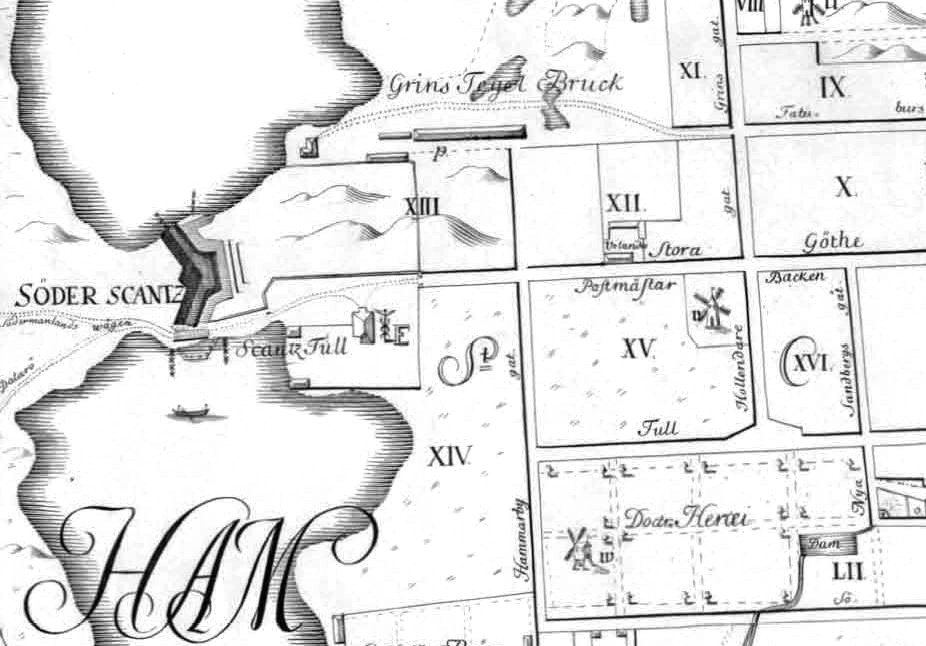
"Scantz Tull" och "Söder Scantz" på Petrus Tillaeus karta från 1733 (norr är till höger).

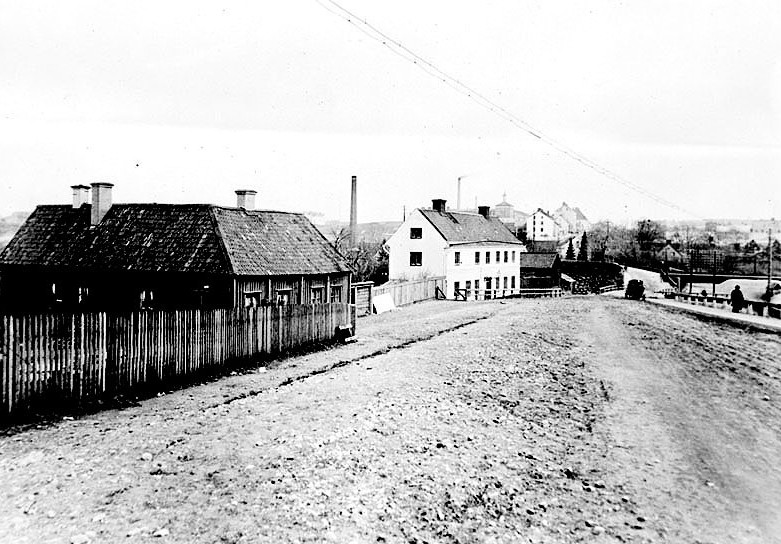
Skanstull med tullhuset (den vita byggnaden), vy mot norr, 1907.

Skanstull är ett område på södra Södermalm i Stockholm som förbinder de södra förorterna och den södergående trafiken med innerstaden via tre broar. 

## Historia
Namnet Skanstull härrör från Södra skans, en befästningsanläggning som uppfördes 1643–45. Skanstull var ursprungligen en av de tullstationer som fanns vid infarterna till Stockholm fram till mitten av 1850-talet. Ordet skans kommer från de försvarsanläggningar/murar som fanns uppe på berget vid Söderstadion och fortfarande finns den senaste byggda muren (1859) kvar uppe vid Gullmarsplan, nu inbyggd i ett av de nya husen vid Söderstadion.
Den ursprungliga tullen vid Stockholms södra utfart hette Grinds tull och låg vid nuvarande korsningen Östgötagatan/Bondegatan. Omkring 1660 flyttades tullen till det smala näs som förbinder Södermalm med områdena söder om Årstaviken och Hammarby sjö. Gatan som ledde fram till tullen hette Postmästarebacken. Idag finns här Hammarby sluss och Skansbron. Tullstationen drogs in 1857 och idag finns inget kvar av de gamla tullhusen.
Enligt de beskrivningar som finns var det en rätt trist plats med leriga vägar, dåliga träkojor och olika handelsbodar där man gjorde sina inköp. I närheten fanns Galgbacken och kolerakyrkogården.

## Idag
Förutom Skansbron går Johanneshovsbron och Skanstullsbron förbi här. Idag finns det en tunnelbanestation och en busshållplats med namnet Skanstull. Tunnelbanestationen ligger vid korsningen Götgatan/Ringvägen, och trafikeras av den gröna linjen.  Strax bredvid finns Ringens centrum, ett köpcentrum med många affärer. Den vanliga stockholmaren tänker först och främst på platsen kring detta köpcentrum när man pratar om Skanstull.

## Skolor
Åsö grundskola är en högstadieskola vid Skanstull. Skanstulls gymnasium, senare Frans Schartaus gymnasium, bedrev verksamhet vid Bohusgatan till 2013.